# Gianni Vattimo
Gianteresio Vattimo (Turín, 4 de enero de 1936 - Rivoli, Turín, 19 de septiembre de 2023), conocido como Gianni Vattimo, fue un filósofo y político italiano. Su obra filosófica se cataloga como parte de la filosofía posmoderna y fue conocido como el filósofo del pensamiento débil, término que él acuñó.

## Datos biográficos

### Estudios, docencia y periodismo
Educado en el Catolicismo, de joven se afilió a Acción Católica y comenzó a colaborar en la RAI donde emitía opiniones favorables sobre el Catolicismo y el Comunismo.
Estudió filosofía en la Universidad de Turín y posteriormente en la de Heidelberg. En 1964 inició la docencia de estética en la Facultad de Filosofía y Letras de la Universidad de Turín. Claramente influido por Heidegger y Nietzsche, Vattimo fue profesor universitario en Los Ángeles y Nueva York. Fue, asimismo, doctor honoris causa por la Universidad de Palermo,la Universidad de Buenos Aires (UBA) y la Universidad de La Plata (Argentina), la UNED (España), y las universidades Universidad Inca Garcilaso de la Vega y Universidad Nacional Mayor de San Marcos (Perú), entre otras, así como miembro de la Academia Europea de Ciencias y Artes. Fue colaborador en distintos periódicos italianos. Tras retirarse de la actividad docente, continuó vigente en la prensa y en actividades públicas.

### Actividades políticas
Como político, inició su trayectoria en el Partido Radical, luego en Italia de los Valores (El Olivo) y más tarde en Demócratas de Izquierda, en el Parlamento Europeo, formación que abandonó en el 2004 para formar parte del Partido de los Comunistas Italianos, una escisión de Partido de la Refundación Comunista y del Partido Comunista Italiano. Militante en defensa de los derechos de los homosexuales, fue miembro de la dirección nacional de Coordinamento Omosessuale (Coordinación Homosexual).

### Trabajo filosófico
Vattimo nació en la era de los nacionalismos, en la época del abandono de la metafísica clásica, la era del horror ante el maquinismo irracional, los campos de concentración y la bomba atómica. Turín, su lugar natal, es una ciudad italiana marcada por la influencia de Friedrich Nietzsche, a quien había dado alojamiento y donde le sobrevino el ataque que cesó su producción filosófica. Ese contexto fue su hogar para el estudio de la filosofía, cuyos estudios luego completó en Heidelberg, cuya impronta lo introdujo a la filosofía de Gadamer, sólo bajo cuyo diálogo y honesta rebeldía tiene sentido su obra entera. Profesor de Estética en la Universidad de Turín desde muy joven, ya en 1961 publicaba El concepto de producción en Aristóteles. Con aún fuerte acento de la influencia de Gadamer, publicó dos años después Ser, esencia y lenguaje en Heidegger y, continuando con sus estudios estéticos en la misma orientación, en 1967 publicó Poesía y ontología.

### Ideas religiosas
Es considerado uno de los pensadores religiosos más relevantes de la segunda mitad del Siglo XX. Varios de sus últimos textos tratan el tema de la religión, entre ellos Creer que se cree, de 1996, Después de la cristiandad, de 2002 y El futuro de la religión, esta última del 2005. El trágico sentido de la era postmetafísica es reencontrado por Vattimo en relación estrecha con la historia de la religión católica, que pertenece sin duda a la esencia trágica de Europa. Una búsqueda afirmativa, amable con el catolicismo, señalada por su tradición y su concepción de la verdad, desemboca en un auténtico pensamiento religioso, crítico de la Iglesia, pero a su vez su deudor agradecido. Vattimo afirma creer más en el Dios del Nuevo Testamento que en el del Viejo Testamento.

### La postmodernidad
Para Vattimo, hemos entrado en la postmodernidad, una especie de "Babel informativa", donde la comunicación y los medios adquieren un carácter central. La postmodernidad marca la superación de la modernidad dirigida por las concepciones unívocas de los modelos cerrados, de las grandes verdades, de fundamentos consistentes, de la historia como huella unitaria del acontecer. La postmodernidad abre el camino, según Vattimo, a la tolerancia, a la diversidad. Es el paso del pensamiento fuerte, metafísico, de las cosmovisiones filosóficas bien perfiladas, de las creencias verdaderas, al pensamiento débil, a una modalidad de nihilismo débil, a un pasar despreocupado y, por consiguiente, alejado de la acritud existencial. Para él, las ideas de la postmodernidad y del pensamiento débil están estrechamente relacionadas con el desarrollo del escenario multimedia, con la toma de posición mediática en el nuevo esquema de valores y relaciones.

“…Todos tenemos un cristianismo heredado (ya que ninguno de nosotros conoció a Cristo directamente). Pero para mí, cristianismo heredado significa —crudamente— que gracias a dios soy ateo, que no creo en los ídolos, ni que Dios esté aquí o allá; no sé ni siquiera si creo que Dios existe como un objeto. ¿Dónde estaría? ¿En el cielo? ¿Debajo de la tierra? Encima, después, dado que existe, debe ser representado. Y dado que tiene que ser representado, lo representa el Papa. Y si el Papa representa a Dios, se vuelve autoridad. Hay que dejar de lado todo esto en nombre del Evangelio”.

## Obras principales

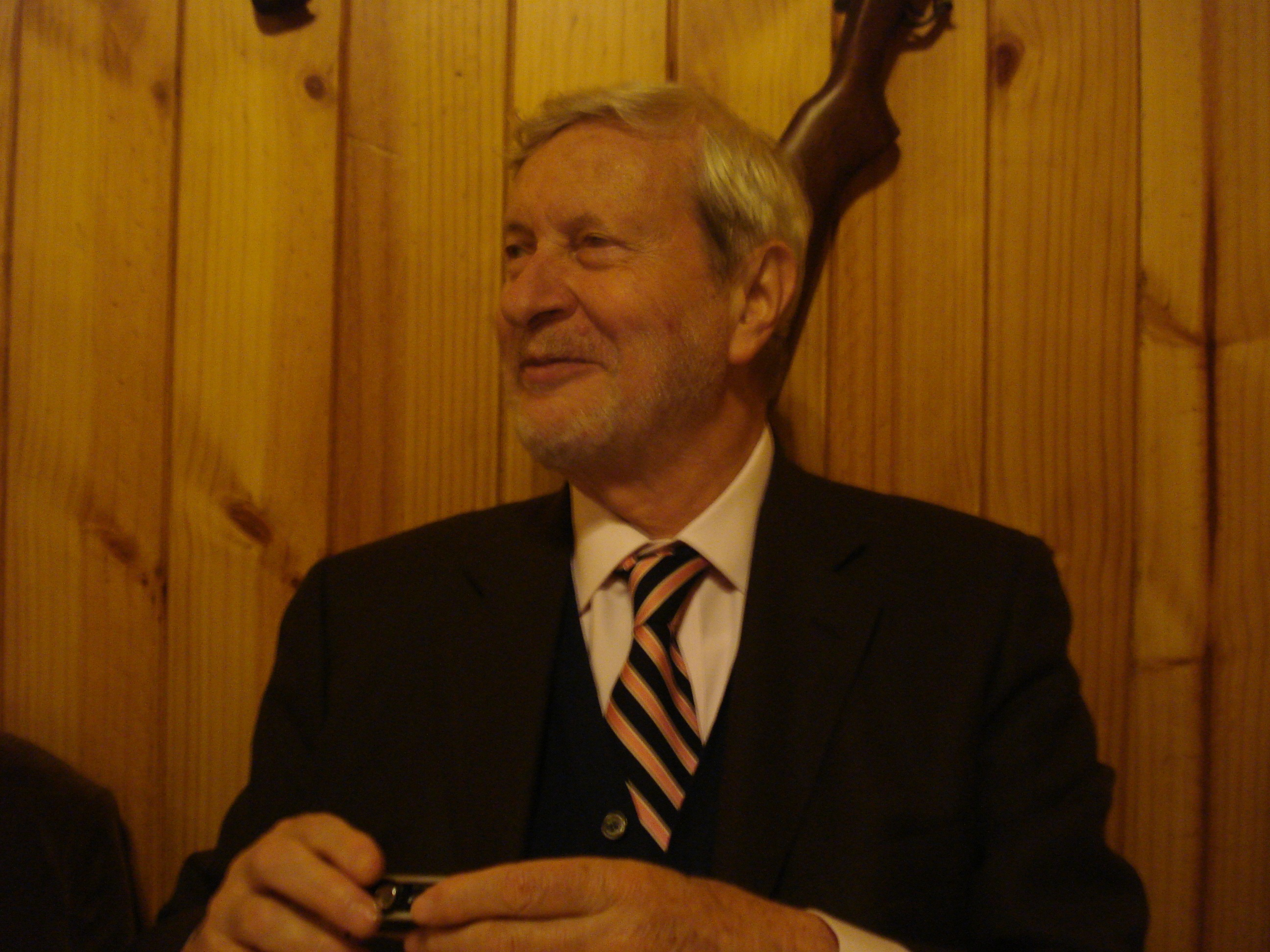
Vattimo en Lima, Perú, en el 2010.

Autor de amplia bibliografía, entre sus obras traducidas al español destacan: Las aventuras de la diferencia (1979), El pensamiento débil (1983), El fin de la modernidad (1985), La sociedad transparente (1989), Ética de la interpretación (1989), Creer que se cree (1996), Diálogos con Nietzsche (2002) y Nihilismo y emancipación (2003).
- El concepto de producción en Aristóteles / Il concetto di fare in Aristotele (1961); Turín, Giappichelli.
- Ser, historia y lenguaje en Heidegger / Essere, storia e linguaggio in Heidegger (1963); Turín, Filosofía.
- Hipótesis sobre Nietzsche / Ipotesi su Nietzsche (1967); Giappichelli, Torino
- Poesía y Ontología / Poesia e ontologia (1968); Milán, Mursia.
- Schleiermacher, filósofo de la interpretación / Schleiermacher, filosofo dell'interpretazione (1968); Milán, Mursia.
- Introducción a Heidegger / Introduzione ad Heidegger (1971); Laterza, Roma-Bari
- El sujeto y la máscara / Il soggetto e la maschera (1974); Milán, Bompiani.
- Las aventuras de la diferencia / Le avventure della differenza (1980); Milán, Garzanti.
- Más allá del sujeto / Al di là del soggetto (1981); Milán, Feltrinelli.
- El pensamiento débil / Il pensiero debole (1983); editado por G. Vattimo y P. A. Rovatti, Milán, Feltrinelli
- Introducción a Nietzsche / Introduzione a Nietzsche (1985); Laterza, Roma-Bari
- El fin de la modernidad. Nihilismo y hermenéutica en la cultura posmoderna / La fine della modernità (1985); Milán, Garzanti.
- Ética de la interpretación / Etica dell'interpretazione (1989); Turín, Rosenberg & Sellier.
- La sociedad transparente / La società trasparente (1989); Milán, Garzanti
- Filosofía al presente / Filosofía al presente (1990); Milán, Garzanti
- Más allá de la interpretación. El significado de la hermenéutica para la filosofía / Oltre l'interpretazione (1994); Roma-Bari, Laterza
- Creer que se cree / Credere di credere (1996); Milán, Garzanti
- Vocación y responsabilidad del filósofo / Vocazione e responsabilità del filosofo (2000); Génova, Il Melangolo
  - Vattimo G, Vocación y responsabilidad del filósofo, Herder, Barcelona, 2012. ISBN 9788425430541
- Diálogo con Nietzsche (1961-2000) / Dialogo con Nietzsche. Saggi 1961-2000 (2001); Milán, Garzanti
- Después de la cristiandad. Por un cristianismo no religioso / Dopo la cristianità. Per un cristianesimo non religioso (2002); Milán, Garzanti
- Nihilismo y emancipación. Ética, política y derecho / Nichilismo ed emancipazione. Etica, politica e diritto (2003); ed. por S. Zabala, Milán, Garzanti
- El futuro de la religión / Il Futuro della Religione (2005); con Richard Rorty, ed. por S. Zabala, Milán, Garzanti
- Verdad o fe débil. Diálogo sobre cristianismo y relativismo / Verità o fede debole. Dialogo su cristianesimo e relativismo (2006); con René Girard, edit. por P. Antonello, Massa, Transeuropa
- No ser Dios. Una autobiografía a cuatro manos / Non essere Dio. Un'autobiografia a quattro mani (2006); con Piergiorgio Paterlini, Reggio Emilia, Aliberti
- Ecce comu. Cómo se vuelve a ser lo que se era / Ecce comu. Come si ri-diventa ciò che si era (2007); Roma, Fazi.
- Después de la muerte de Dios. Conversaciones sobre religión, política y cultura / After the Death of God (2007), con John D. Caputo, Columbia University Press.
- Adiós a la verdad / Addio alla verità (2009); Roma, Meltemi.
- Dios, la posibilidad Buena: Un coloquio en el umbral entre filosofía y teología / Dio: la possibilità buona. Un colloquio sulla soglia tra filosofia e teologia (2009); 
  - Disponible en español en: Vattimo G, Dios, la posibilidad Buena: Un coloquio en el umbral entre filosofía y teología, Herder, Barcelona, 2012. ISBN 9788425428494
- Comunismo hermenéutico. De Heidegger a Marx / Hermeneutic Communism: From Heidegger to Marx (2011); con Santiago Zabala, Columbia University Press.
  - Disponible en español en: Vattimo G, S. Zabala, Comunismo hermenéutico. De Heidegger a Marx, Herder, Barcelona, 2012. ISBN 9788425428487
- Della realtà (2012); Garzanti. / Disponible en español en: Vattimo G, De la realidad. Fines de la filosofía, Herder, Barcelona, 2013. ISBN 9788425431166
- Esperando a los bárbaros (2014), Buenos Aires, Fedun.
- Alrededores del Ser (2020). Galaxia Gutemberg ISBN: 978-84-17971-57-1 / Essere e dintorni (2018), Roma, La nave di Teseo, ISBN-13:  978-8893445313

Además edita desde 1986 una recopilación anual de carácter monográfico para la editorial Laterza.

## Sobre Gianni Vattimo
- Entrevista y bibliografía, en Pasado y presente. Diálogos, cuatro.ediciones, 2001.
- Orlando Arroyave, "El pensamiento débil: ¿un filosofar a medio camino? Una confrontación con la obra de Gianni Vattimo". Medellín, Ed. UPB, 2005.
- Giovanni Giorgio, Il pensiero di Gianni Vattimo, Milano, Franco Angeli, 2006.
- Wolfgang Sützl, Emancipación o violencia. Pacifismo estético en Gianni Vattimo, Barcelona, Icaria, 2007.
- Enrico Redaelli, Il nodo dei nodi. L'esercizio del pensiero in Vattimo, Vitiello, Sini, Pisa, ETS, 2008.
- Carlos Muñoz Gutiérrez, Daniel Mariano Leiro, Víctor Samuel Rivera (coordinadores), Ontología del declinar. Diálogos con la hermenéutica nihilista de Gianni Vattimo, Buenos Aires, Biblos, 2009.
- Carlos Pairetti, Introducción al pensamiento de Gianni Vattimo: Nihilismo y hermenéutica, Córdoba, Editorial de la Universidad Católica de Córdoba, 2009.
- Santiago Zabala (ed.), Debilitando la filosofía. Ensayos en honor a Gianni Vattimo, España, Anthropos, 2009.
- Teresa Oñate, Daniel Leiro, Óscar Cubo, Amanda Nuñez (ed.), El compromiso del espíritu actual. Con Gianni Vattimo en Turín, Cuenca, Aldebarán, 2010.
- Tommaso Franci, Vattimo o del nichilismo, Roma, Armando, 2011.
- Ricardo Milla Toro, Vattimo y la hermenéutica política, en Isegoria (Madrid), 2011, julio, No 44, pp. 339-343.
- Lozano Pino, Jesús, "El amor es el límite. Reflexiones sobre el cristianismo hermenéutico de G. Vattimo y sus consecuencias teológico-políticas", Madrid, Dykinson, 2015.
- Brais González Arribas, "Reduciendo la violencia. La hermenéutica nihilista de Gianni Vattimo", Madrid, Dykinson, 2016.
- Víctor Samuel Rivera, El fin del pensamiento débil. Gianni Vattimo: Nihilismo y violencia global, en Estudios filosóficos (Valladolid), 2017, Vol. 66, No 191, pp. 59-84. ISSN 0210 6068.
- Lozano Pino, Jesús, "El último Vattimo: Lección inaugural curso 2019-2020 de los Centros Teológicos de Málaga, Diócesis de Málaga, D.L. 2019. Depósito Legal: MA 1158-2019, ISBN:978-84-0914742-7.
- Víctor Samuel Rivera, "Gianni Vattimo: política y democracia. Más conflicto que diálogo". En Analecta política, 2021, Vol. 11, N° 21, pp.   201-224. ISSN-e: 2390-0067.